# NGC 3332
NGC 3332 (również NGC 3342, PGC 31768 lub UGC 5807) – galaktyka eliptyczna (E-S0), znajdująca się w gwiazdozbiorze Lwa. Jest to galaktyka z aktywnym jądrem typu LINER.
Odkrył ją William Herschel 18 stycznia 1784 roku, obserwacja ta została skatalogowana przez Dreyera jako NGC 3342. Herschel ponownie zaobserwował ją 4 marca 1796 roku, lecz ponieważ podana przez niego pozycja różniła się od tej z pierwszej obserwacji, Dreyer uznał, że to inny obiekt i skatalogował ją ponownie jako NGC 3332.
W galaktyce tej zaobserwowano supernową SN 2005ki.